# 重田康光
重田 康光（しげた やすみつ、1965年2月25日 - ）は、日本の実業家。株式会社光通信を創業。同社代表取締役会長兼CEO。

## 来歴
東京都に生まれ、父親が弁護士という家庭で育つ。なお、兄も弁護士である。
巣鴨高校卒業後、はり灸の専門学校に入学するが即退学。その後、日本大学経済学部に入学するがすぐ中退する。
その後、電話加入権を販売する企業を経て、1988年2月、株式会社光通信を創業した。当初は第二電電（現KDDI）の契約取次ぎの代理店として事業をスタートするが、事業の中心を携帯販売事業へ変更させ、急激に企業を成長させた。1996年、史上最年少の31歳で株式を店頭公開し、1999年、当時史上最年少の34歳で東京証券取引所第一部に上場を成し遂げ、光通信は一躍注目された。1999年には、米国経済誌『フォーブス』に250億ドル（約2兆6000億円）の個人資産を持つ世界第5位の富豪として紹介された。また、当時のITバブルを牽引し、1999年5月31日、ソフトバンク株式会社の社外取締役に就任する。ところが、株価が最高値を更新した直後の2000年3月、月刊『文藝春秋』の報道によって、携帯キャリアから支払われるインセンティブを受け取るため、大量の携帯電話架空契約を行っていたという「寝かせ」が発覚。2週間後の中間決算発表で従来予想の60億円黒字から130億円赤字に転落を発表し、最高値24万円だった株価は3,600円台（最高値の67分の1）に急落した（20営業日連続ストップ安）。
2000年以降は、事業再建に注力し、シャープの複写機販売・リースを中核とする事業転換を行い、2001年には私財100億円を投じた。2003年に代表取締役会長兼CEOに就任、2004年には黒字化を実現し、事業再建を成功させた。2019年には、米国経済誌『フォーブス』に長者番付ランキングで世界第394位、国内第6位に順位を回復している。

## 略歴
- 1965年 - 東京都に生まれる[2]。
- 1988年 - 株式会社光通信を設立[2]。
- 1996年 - 光通信を史上最年少の31歳で株式店頭公開。
- 1999年 - 光通信を当時、史上最年少の34歳で東京証券取引所第一部に上場。ソフトバンク株式会社 社外取締役に就任[3]。
- 2000年 - 携帯電話架空契約事件が発覚、東証第一部で「20営業日連続ストップ安」を記録。ソフトバンク株式会社 社外取締役を辞任[7]。
- 2001年 - 光通信の事業再建のため、私財100億円を投じる[5]。
- 2003年 - 代表取締役会長兼CEOに就任。
- 2019年 - 日本長者番付で第6位（フォーブス誌）[6]。
- 2023年 - 日本長者番付で第5位（フォーブス誌）[6]。